# 瑞春院
瑞春院（1658年3月4日—1738年7月25日），德川幕府第五代將軍德川綱吉的側室。通稱阿傳之方、三之丸殿、御袋殿。父親是下級武士小谷正元（小谷權兵衛）。後來正元改名為堀田正元（堀田將監）。 阿傳的兄長權太郎，在天和二年（1682年）二月因為賭博時喧嘩（爭吵）而被小山田彌一郎（小山田彌市）所殺。
寬文十年（1670年），綱吉還是館林藩藩主時，本來是桂昌院身旁的侍女的阿傳經由牧野成貞的推薦成為御中臈，不久之後就成為綱吉的側室。而阿傳是唯一生下綱吉子嗣的側室，也因此得到綱吉的寵愛。
延寶五年（1677年）阿傳十九歲時，在白山邸生下綱吉的長女鶴姬。兩年後的延寶七年（1679年）二十一歲時，阿傳又在神田邸生下綱吉的長子德松。由於是唯一有生孕的側室，且又生下長子，阿傳在藩裡和日後的幕府大奧中都享有很高的權力。
阿傳與綱吉的生母桂昌院（阿玉之方）同樣都出生低，與正室鷹司信子、公卿出身的側室們（大典侍、新典侍、當時的大奧總取締 右衛門佐）對立。阿傳被稱為惡女，不過其實她的自我主張弱，也有人說她是老實的女性。綱吉剛剛成為將軍時也是忠誠溫厚的知識人，從館林時代就是側室的阿傳有性情溫厚的說法也是能夠理解的。
天和三年（1683年）德松夭折，而綱吉也無其他的男嗣，幕府內因此打算讓綱吉的長女鶴姬的丈夫紀伊藩主德川綱教繼任將軍，但是寶永元年（1704年）鶴姬去世，隔年綱教也隨鶴姬離開人世，於是綱吉將兄長綱重之子家宣作為養嗣子接入江戶城，事情才告一段落。寶永六年（1709年）綱吉去世，阿傳剃髮出家，法名瑞春院，並移到二之丸居住。元文三年（1738年）阿傳以81歲高齡逝世。